# Raj thuộc Anh
Ấn Độ thuộc Anh (tiếng Anh: British Indian, raj trong tiếng Devanagari: राज, tiếng Urdu: راج, tiếng Anh: |ɑː|dʒ) là tên gọi đặt cho giai đoạn cai trị thuộc địa Anh ở Nam Á giữa 1858 và 1947; cũng có thể đề cập đến sự thống trị chính nó và thậm chí cả khu vực thuộc dưới sự cai trị của Anh giai đoạn này. Khu vực này, thường được gọi là Ấn Độ trong việc sử dụng đương đại, bao gồm các khu vực quản lý trực tiếp của Anh, cũng như các vương bang cai trị của cá nhân cai trị dưới quyền tối cao của Hoàng gia Anh. Sau năm 1876, do kết quả đoàn chính trị chính thức được gọi là Đế quốc Anh (Devanagari: भारतीय साम्राज्य) và cấp hộ chiếu dưới cái tên đó. Đế quốc Ấn Độ thuộc Anh là một thành viên sáng lập của Hội Quốc Liên, (tiền thân của Liên Hợp Quốc), là một quốc gia thành viên của IOC, tham gia các Thế vận hội mùa hè năm 1900, 1920, 1928, 1932 và 1936.
Hệ thống quản trị được thiết lập vào năm 1858 khi các quy tắc của Công ty Đông Ấn Anh đã được chuyển giao cho cá nhân Hoàng gia Anh là Victoria của Anh (và năm 1877 được công bố là Nữ hoàng của Ấn Độ). Nó kéo dài cho đến năm 1947, khi đế chế Ấn Độ Anh được phân chia thành hai chủ thể quốc gia: Lãnh thổ Tự trị Ấn Độ (sau này là Cộng hòa Ấn Độ) và Lãnh thổ Tự trị Pakistan (sau này là Cộng hòa Hồi giáo Pakistan, một nửa phía đông trong đó, vẫn còn sau đó, đã trở thành một phần phía đông nước Cộng hòa Hồi Giáo Pakistan). Miến Điện ở khu vực phía đông của đế chế Ấn Độ là một thuộc địa riêng biệt vào năm 1937 và trở thành quốc gia độc lập Myanmar năm 1948.

## Các toàn quyền
Danh sách Toàn quyền Anh ở Ấn Độ:
1. Warren Hastings: 20/10/1773 - 01/2/1785
2. Nam tước John Macpherson: 1/2/1785 - 12/9/1786
3. Bá tước Charles Cornwallis: 12/9/1786 - 28/10/1793
4. Nam tước John Shore: 28/10/1793	- 18/3/1798
5. Thống chế Alured Clarke: 18/3/1798 - 18/5/1798
6. Bá tước xứ Mornington Richard Wellesley: 18/5/1798 - 30/7/1805
7. Bá tước Charles Cornwallis: 30/7/1805- 5/10/1805
8. Nam tước George Barlow: 10/10/1805 - 31/7/1807
9. Bá tước Minto: 31/7/1807 - 04/10/1813
10. Bá tước Moira: 04/10/1813 - 9/1/1823
11. John Adam: 9/1/1823 - 01/8/1823
12. Bá tước Amherst: 01/8/1823 - 13/3/1828
13. William Butterworth Bayley: 13/3/1828 - 04/7/1828
14. William Bentinck: 04/7/1828 - 20/3/1835
15. Bá tước Charles Metcalfe: 20/3/1835 - 04/3/1836
16. Nam tước Auckland: 04/3/1836 - 28/2/1842
17. Bá tước Ellenborough: 28/2/1842	- tháng 6/1844
18. Thống đốc William Wilberforce Bird: Tháng 6/1844 - 23/7/1844
19. Tử tước Henry Hardinge: 23/7/1844 - 12/1/1848
20. Hầu tước Dalhousie: 12/1/1848 - 28/2/1856
21. Bá tước Canning: 28/2/1856 - 21/3/1862
22. Bá tước Elgin: 21/3/1862 - 20/11 1863
23. Nam tước Robert Napier:21/11/1863 - 02/12/1863
24. Sir William Denison: 02/12/1863 - 12/1/1864
25. Nam tước John Lawrence: 12/1/1864 - 12/1/1869
26. Bá tước Mayo: 12/1/1869 - 8/2/1872
27. Sir John Strachey: 09/2/1872 - 23/2/1872
28. Nam tước Napier: 24/2/1872 - 03/5/1872
29. Bá tước Northbrook: 03/5/1872 - 12/4/1876
30. Bá tước Lytton: 12/4/1876 - 08/6/1880
31. Huân tước Ripon: 08/6/1880 - 13/12/1884
32. Bá tước Dufferin: 13/12/1884 - 10/12/1888
33. Hầu tước Lansdowne: 10/12/1888 - 11/10/1894
34. Bá tước Elgin: 11/10/1894 - 06/1/1899
35. Huân tước Curzon: 06/1/1899 - 18/11/1905
36. Bá tước Minto: 18/11/1905 - 23/11/1910
37. Nam tước Penshurst: 23/11/1910 - 04/4/1916
38. Lord Chelmsford: 04/4/1916 - 02/4/1921
39. Bá tước Reading: 02/4/1921 - 03//1926
40. Bá tước Irwin: 03/4/1926 - 18/4/1931
41. Bá tước Willingdon: 18/4/1931 - 18/4/1936
42. Hầu tước Linlithgow: 18/4/1936 - 1/10/1943
43. Bá tước Wavell: 01/10/1943 - 21/2/1947
44. Tử tước Mountbatten: 21/2/1947 - 21/6/1948
45. Luật sư C. Rajagopalachari: 21/6/1948 - 26/1/1950